# Cantó de Maringas
El cantó de Maringas és un cantó francès del departament del Puèi Domat, situat al districte de Tièrn. Té 4 municipis i el cap és Maringas.

## Municipis
- Joze
- Limons
- Luzillat
- Maringas

## Història
| Data d'elecció                           | Identitat         | Partit | Qualitat |
| ---------------------------------------- | ----------------- | ------ | -------- |
| 1958-1982                                | Georges Marignier | UDF    |          |
| 1982-2008                                | Bernard Faure     | PS     |          |
| 2008-                                    | Daniel Peynon     | UMP    |          |
| les dades anteriors no són pas conegudes |                   |        |          |
|                                          |                   |        |          |

## Demografia
| 1962  | 1968  | 1975  | 1982  | 1990  | 1999  | 2007  |
| ----- | ----- | ----- | ----- | ----- | ----- | ----- |
| 4.314 | 4.450 | 4.372 | 4.496 | 4.594 | 4.831 | 5.206 |